# Thomas Anderson (químico)
Thomas Anderson ( 2 de julio de 1819 – 2 de noviembre de 1874 ) fue un  químico escocés, del siglo XIX. En 1853 su trabajo acerca de los alcaloides lo llevó a descubrir la estructura correcta de la codeína. En 1868 descubrió la piridina y compuestos orgánicos relacionados como la picolina a través del estudio de experimentos de destilación de aceite de hueso y otra materia animal.
Así como también trabajó en la química orgánica, Anderson realizó importantes contribuciones a la agroquímica, escribiendo más de 130 informes acerca de suelos, fertilizaciones y enfermedades de plantas. Se mantuvo al tanto de todas las áreas de la ciencia, y fue capaz de aconsejar a su colega Joseph Lister acerca de la teoría microbiana de la enfermedad de Louis Pasteur y del uso del ácido carbólico como antiséptico
Nacido y educado en Edimburgo, Anderson se graduó en la Universidad de Edimburgo con un doctorado médico en 1841. Habiendo desarrollado un interés en la química durante sus estudios médicos, dedicó algunos años al estudio de la química en el continente europeo incluyendo la asistencia a clases bajo Jöns Jakob Berzelius en Suecia y a clases de Justus von Liebig en Alemania. Al volver a Edimnburgo, trabajó en la Universidad de Edimburgo y en la Highland and Agricultural Society of Scotland. En 1852 fue nombrado Profesor Regius de Química en la Universidad de Glasgow y permaneció en aquel cargo por el resto de su carrera. En 1872, Anderson fue premiado con la medalla Royal de la Royal Society "por sus investigaciones en las bases orgánicas del aceite animal Dippell, sobre la codeína, sobre los constituyentes cristalizados del opio; sobre la piperina y la papaverina y por sus investigaciones en la fisiología y química animal."
Sus últimos años fueron estropeados por una enfermedad neurológica progresiva (que podría haber sido sífilis). Renunció a su cargo a comienzos del año 1874, y murió tiempo después en Chiswick.